# Dick Bierman
Dick J. Bierman (Amsterdam, 1943) is een Nederlands natuurkundige en parapsycholoog.
Na de vijfjarige hbs studeerde Bierman natuurkunde bij Jaap Kistemaker, en was hij lid van de studentenvereniging Olofspoort. Op 23-jarige leeftijd haalde hij zijn masters experimentele natuurkunde. Omdat Kistemaker zich in zijn vrije tijd met parapsychologie bezighield raakte Bierman ook geïnteresseerd. Hij haalde op 26-jarige leeftijd zijn propedeuse psychologie aan de Universiteit van Amsterdam en was van 1990 tot 2007 buitengewoon hoogleraar parapsychologie aan de Universiteit Utrecht, vervolgens aan de Universiteit voor Humanistiek, en vanaf 2015 aan de Rijksuniversiteit Groningen.